# Postać kryształu
Postać kryształu – zbiór ścian otaczających kryształ. 
Zespół ścian spokrewnionych elementami symetrii, charakterystycznymi dla jednej z 32 klas symetrii nosi nazwę postaci prostej. Ściany postaci prostej są więc krystalograficznie równoważne. W każdej klasie wyróżnia się 7 postaci prostych różniących się od siebie orientacją ścian względem osi X, Y, Z. Postać prosta, otrzymana poprzez powtórzenie poprzez elementy symetrii ściany o symbolu (hkl), a więc ściany, która na osiach krystalograficznych odcina różną liczbę jednostek osiowych, nazywa się postacią prostą ogólną. Jest to postać, od której przybiera najczęściej nazwę klasa symetrii, ma ona także zazwyczaj największą liczbę ścian spośród postaci prostych danej klasy. Jeśli ściana powtarzana ma położenie szczególne, to znaczy jest równoległa do jednej lub dwóch osi, lub ma w symbolu dwa lub trzy jednakowe wskaźniki, wtedy postać przez nią utworzona nosi nazwę postaci prostej szczególnej. Na krysztale może występować jednocześnie kilka postaci prostych, tym bardziej, że ściany niektórych postaci prostych nie zamykają przestrzeni. Mówi się wtedy, że kryształ ma postać złożoną, to znaczy jego postać jest złożeniem kilku postaci prostych.